# United Coal Company
United Coal Company (UCC) — велика вугледобувна компанія, розташована у Аппалачському вугільному басейні США. З 2009 р. входить до складу групи «Метінвест».
UCC є одним з провідних виробників коксівного вугілля в США, посідаючи шосте місце (у списку відкритих акціонерних компаній) серед американських виробників коксівного вугілля.
Компанія UCC видобуває близько 2,8 млн. т на рік коксівного й енергетичного вугілля у штатах Західна Вірджинія, Вірджинія, Кентуккі і Теннессі.
Підтверджені запаси згідно з методологією U.S. Securities Exchange Commission standards станом на липень 2018 року склали 120 млн тонн високоякісного вугілля, більшу частину яких (близько 93%) складає високоякісне коксівне вугілля.

## Історія
- В червні 1970 року Джим МакГлотлін (уродженець Неаполя, штат Флорида), разом зі своїм батьком Вудро В. МакГлотліном (який заснував Diamond Smokeless Coal Co. в середині 1950-х років) і п'ятьма іншими інвесторами, заснував United Coal Company в Б'юкенані, Вірджинія.
- 1978 — штаб-квартиру UCC перенесено у Бристоль, Вірджинія.
- 1981 — UCC купує засоби завантаження залізничних вагонів, збагачувальні фабрики та інші вугільні компанії по всьому регіону.
- 1987 — UCC створює The United Company та диверсифікує діяльність на нафту і газ, нерухомість, будівництво сталевих будівель, виробництво гірничих і будівельних матеріалів, дорогоцінні метали, авіаційний фрахт і фінансові послуги.
- 1997 — UCC виходить з вугільного бізнесу на тлі зниження попиту і цін за рахунок витіснення ядерною енергією. The United Company продовжує інвестувати в інші підприємства.
- 2004 — UCC купує компанії Sapphire Roag та Carter Roag. Джим МакГлотлін отримує можливість повернутись у вугільну промисловість і запроваджує «нову» United Coal Company.
- 2005 — UCC приєднує Pocahontas Coal Company. На кінець року UCC здійснює видобування вугілля усіма способами у штатах Вірджинія, Західна Вірджинія і Кентуккі.
- 2006 — UCC приєднує Wellmore Coal Company.
- 2008 — чисельність працівників сягає 1100, компанії належать 30 копалень.
- 30 квітня 2009 — UCC входить в групу «Метінвест».
- 2010 — UCC відновлює вугледобувну компанію Affinity Coal Company, здійснивши пуск першої шахти дочірньої компанії у Мідвеї, Західна Вірджинія.
- 2017 — UCC відновлює виробництво в дочірній компанії Pocahontas. Вугілля, що видобувається з цієї шахти, збагачується на фабриці Affinity Prep Plant.
- 2018 — UCC продовжує розширювати виробництво за рахунок збільшення продуктивності на своїй шахті Morgan Camp і запуску Beech Mountain Mine у дочірній компанії Carter Roag.
- 2018 — Розпочинаються роботи на шахті Paw Paw 2 у дочірній компанії Wellmore та на шахті Wyco Surface у комплексі Affinity.

## Дочірні підприємства
UCC — холдингова компанія, до складу якої входять п'ять підрозділів:
- Carter Roag Coal Company
- Sapphire Coal Company
- Pocahontas Coal Company
- Wellmore Coal Company
- Affinity Coal Company

Виробничі потужності цих підрозділів перевищують 9 млн тонн вугілля на рік (9,2 млн тонн).